# پیمان آنگلو-سیامی ۱۹۰۹
پیمان آنگلو-سیامی ۱۹۰۹ (تایلندی: ไทรบุรี) یا پیمان بانکوک ۱۹۰۹، پیمانی بود که در روز ۱۰ مارس ۱۹۰۹، میان بریتانیا و پادشاهی سیام در بانکوک به امضاء رسید. معاهده نامه‌های رسمی در روز ۹ ژوئیه، در لندن مبادله شد، و این پیمان مرز مالزی-تایلند امروزی را تشکیل داد. نواحی پیرامون یالا، ناراتیوات، جنوبی‌ترین قسمت سونگکلا، ساتون و پاتانی امروزی تحت کنترل تایلند باقی ماند، مناطقی که طی دهه‌های بعد شورش جنوب تایلند در آن جا بوجود آمد. تایلند از ادعای خود مبنی بر حاکمیت بر مناطق کداح (تایلندی: ไทรบุรี)، کلانتان (กลันตัน, Kalantan)، پرلیس (ปะลิส, Palit) و ترنگانو (ตรังกานู, Trangkanu)، که به عنوان مناطق تحت‌الحمایه وارد مناطق تحت نفوذ بریتانیا شدند، چشم پوشی کرد. چند سال بعد، این چهار ایالت به همراه جوهور به تشکیلات کشورهای مالایای فدرال نشده تبدیل شدند.

## پس‌زمینه
پادشاهی سیام توسط پادشاه اداره می‌شد. اگرچه قبل از رامای اول، پادشاهان زیادی بر این کشور حکومت کردند ولی بیشترین افرادی که در قبال حفظ استقلال سیام، احساس مسئولیت بیشتری از خود نشان دادند با رامای اول آغاز گردید. (۱۷۸۲–۱۸۰۹). برخلاف حاکمان قبلی، رامای اول یک حاکم تکنوکرات بود که با نخبگان جامعه در مورد مسائل سیاسی و با سانگها (راهبان بودایی) در مورد مسائل مذهبی مشورت می‌کرد. مشورت‌های او با نخبگان سیامی، برای پادشاهان بعد از او به اجبار، به یک روال ضروری تبدیل گشت.: 94  رامای دوم بعد از رامای اول حکومت را بدست گرفت (۱۸۰۹–۱۸۲۴). بزرگ‌ترین دستاورد رامای دوم، تأسیس دولت وزیران بود. در سال ۱۸۲۰، در اواخر دوران حکمرانی او، بریتانیا در منطقه حضور پیدا کرد و به دنبال این بود تا پنانگ را به کنترل خود درآورد. بعد از رامای دوم، سلطنت به رامای سوم رسید (۱۸۲۴–۱۸۵۱). او در قبال حمایت بریتانیا، امتیازاتی به آنها داد. مدتی بعد همین شیوه را در برابر فرانسه اتخاذ کرد.: 95  در جهت حفظ استقلال، در سال ۱۸۲۶ رامای سوم و بریتانیا به صورت رسمی پیمان بورنی را امضاء کردند. این پیمان اذعان می‌کند که بریتانیا موافقت خود را اعلام می‌دارد که کداح، پرلیس، ترنگانو و پاتانی استان‌های تایلند هستند در حالیکه پنانگ و استان ولزلی به بریتانیا تعلق دارند و سیامی تجارت بریتانیا در کلانتان و ترنگانو را مجاز می‌داند. پس از خاتمه سلطنت رامای سوم، بحران جانشینی موجب به قدرت رسیدن مونکوت (۱۹۵۱–۱۸۶۸) گردید. تحت رهبری مونکوت، پیمان باورینگ در سال ۱۸۵۵ به امضاء رسید. طبق این پیمان، مسائل مربوط به بریتانیایی‌ها در سیام به صورت فراسرزمینی مورد بررسی قرار می‌گرفت، بدین مفهوم که به جای قوانین قضائی سیام، قوانین بریتانیا در مورد بریتانیایی‌ها اعمال می‌گردید. مانکوت برای حفظ استقلال سیام، به‌طور مرتب امتیازهایی در اختیار فرانسه و بریتانیا قرار می‌داد تا اینکه در سال ۱۸۶۸، چولالونگ‌کورن به سلطنت رسید که از سال ۱۸۶۸ تا ۱۹۱۰ حکمرانی کرد. چولالونگ‌کورن همانند حاکمان قبلی، فردی بود که به دنبال مدرنیزه کردن بود. او برده‌داری را منسوخ کرد، درآمدها را متمرکز کرد، نظام آموزش ملی ایجاد کرد و از استقلال سیام محافظت کرد.